# آی‌اس‌تی‌پی
ISTP (ادراکی:Perseption-منطقی:Thinking-حسی:Sensing-درونگرایی:Introversion)بیانگر یکی از شانزده تیپ شخصیتی آزمون مایرز-بریگز(MBTI)است که از کار روانپزشک برجسته ای به نام کارل گوستاو یونگ(.Carl GJung) توسعه یافت.
آزمون شخصیتی یونگی، شامل (MBTI) ام بی تی آی نیز هست که توسط ایزابل بریگز مایرز(Isabel Briggs Myers) و کاترین کوک بریگز(Katharine Briggs Myers) و دیوید کیرسی(David Keirsey) توسعه یافت. کیرسی آی اس تی پی‌ها را با نام صنعت گران (crafters)معرفی کرد. یکی از چهار تیپ متعلق به خو و حالت که خود آن را Artisan می‌نامید. بر اساس تحقیقات صورت گرفته، چهار تا شش درصد جمعیت ایالات متحده ی آمریکا آی اس تی پی هستند.

## آزمون MBTI
MBTI ترجیحات و تمایلات انسان‌ها را پایه اش قرار داده‌است.
- چگونه و بر چه چیزهایی توجهشان را متمرکز می‌کنند یا انرژی می‌گیرند. (برونگرایی و درونگرایی)
- چگونه می‌بینند یا چگونه اطلاعاتی را درک می‌کنند. (حسی یا شهودی)
- ترجیح می‌دهند چگونه تصمیمات خود را بگیرند. (منطقی یا احساسی)
- چگونه در دنیای خارجی جهت می‌گیرند. (ادراکی یا قضاوتی)

با ترجیح هر یک از این دو گزینه به یکدیگر تیپ‌های شخصیتی پدید می‌آیند که هر یک مهارت‌ها، رفتارها و قدرت‌های مخفی و استعدادهای خاصهٔ خودشان را دارند. آزمون MBTI پرسشی دو گزینه ای است که پاسخ دهندگان را بر اساس تمایلات آن‌ها در هر یک از دو گزینه طبقه‌بندی می‌کند.

## اساس ISTP
- I-Introversion :ترجیح درونگرایی بر برونگرایی. ISTPها تمایل دارند تا آرام و کم حرف باشند و ترجیح می‌دهند دوستان کم اما نزدیکی داشته باشند تا گروه زیادی از آشنایان. آن‌ها در اجتماعات انرژی صرف می‌کنند در صورتی که برونگرایان انرژی می‌گیرند. درونگرایان تمایلی به بروز احساسات ندارند.
- S-Sensing: ترجیح حسی بر شهودی. به واقعیات بیش از احتمالات توجه می‌کنند و ترجیح می‌دهند با ابزارآلات و داده‌ها و واقعیات سر و کار داشته باشند و به جزئیات بیش از کل موضوع رسیدگی می‌کنند.
- T-Thinking: ترجیح منطقی بودن بر احساسی بودن. به اهداف و معیارها بیش از مراعات اجتماعی بها می‌دهند. آن‌ها معمولاً هنگام تصمیم‌گیری به منطق بیش از ارزش‌های اجتماعی بها می‌دهند.
- P-Perception: ترجیح ادراکی بر قضاوتی. دوست دارند در شرایط آزاد کار کنند و آزادانه تصمیم بگیرند. می‌توانند انتخابات مهم را به تعویق بیندازند و با شرایط تغییریافته و ناآشنا راحت‌تر کنار می‌آیند.

## مشخصات

### شرح مایرز-بریگز
آن‌ها در تجزیه و تحلیل موقعیت‌ها برای رسیدن به قلب مشکلات بهتر عمل می‌کنند و سریعاً می‌توانند کارهای تعمیری را انجام دهند که این ویژگی آن‌ها را برای کارهای مهندسی مناسب می‌سازد. طبیعتاً آرام هستند و به نحوهٔ کارکرد سیستم‌ها و دگرچیزها علاقه‌مندند. به کارکرد و ساختار چیزها توجه دارند. بر خلاف ظاهرشان می‌توانند پیرامون خود را به شکل طنز آمیزی ببینند و به خاطر علاقه‌های شدیدشان ظاهری نامتعارف از خود نشان دهند. از اتلاف وقت، تلاش و منابع منزجر هستند ولی همچنان بسیار سازگارند که این ویژگی باعث می‌شود اطلاعات و روش‌های نو را سریعاً دریافت و درک کنند. از اکتشافات جدید لذت می‌برند و می‌توانند با تکرار و روزمرگی کسل شوند. آن‌ها گاهی هم دست به کارهای ریسکی می‌زنند و از تفریحات هیجانی لذت می‌برند.
گاهی به نظر می‌رسد ISTPها به روش‌ها، دستورها، آداب و رسوم و حتی سلامت و امنیت خود بی‌توجه‌اند اما وقتی که رویکردشان اتفاقی به نظر می‌رسد در واقع در حال استفاده از تجارب و دانایی‌هایی هستند که هنگام سکوت و تنهایی کسب کرده‌اند. مهم‌ترین ویژگی آن‌ها این است که زیر فشار یا شرایط اضطراری به خوبی عمل می‌کنند و خونسرد هستند. ISTPها از خودسری و خودرایی لذت می‌برند و از چاره جویی برای مشکلات به خود افتخار می‌کنند. آن‌ها از دید دیگر تیپ‌ها افرادی مرموز و اسرارآمیز هستند.
ممکن است ISTPها در نظر نزدیکانشان خنثی یا ناامیدکننده به نظر برسند. وقتی که آنان در یک کار گروهی که علایق آنان را دنبال می‌کند به راحتی شرکت می‌کنند از جریانات روزمره و تکراری اجتماعی اجتناب می‌کنند.ISTPها اغلب نتیجه می‌گیرند که ارتباطات ممکن است زیادی و بیهوده باشند. برای آن‌ها اتفاقات اجتماعی ای که برایشان سرگرم‌کننده نیست تمام شده‌است. بسیاری از رفتارهایشان از سوی دیگران بد تفسیر می‌شود مانند این که دیگران فکر کنند ISTPها ضداجتماعی هستند در صورتی که آنان تنها از پرحرفی و شرکت در گروه‌های مصاحبه ای که با موضوع بحشان سرگرم نمی‌شوند خوششان نمی‌آید.ISTPها باید بدانند که رفتار سردشان (چه واقعاً سرد باشد یا چه به نظر برسد) می‌تواند تأثیر منفی ای بر روی روابطشان بگذارد.
ISTPها اجازه می‌دهند تا دیگران هر طور که مایلند و طبق قوانین خود زندگی کنند. (تا وقتی که دیگران هم نسبت به آن‌ها همین‌طور باشند) آن‌ها تحمیلات معقولانه را بدون شکایت تحمل می‌کنند ولی اگر به «قلمروشان» تجاوز شود، «قلمروشان» تخریب شود یا به آن بی حرمتی شود، سکوت و آسان گیریشان به ستیزه‌جویی و لجاجت و دفاع نامشخصی از چیزی که فراهم می‌آورند تبدیل می‌شود که سهواً موجب حیرت اطرافیانشان می‌شود.

### شرح کیرسی
با توجه به توضیحات وی گروه صنعتگران در استفاده از هر نوع ابزاری مهارت دارند:هنری، فنی، جنگی. با آن که درون‌گرا هستند اما در اثرات متقابل نسبت به مردم و نفوذ اقتدارگرا هستند. آن‌ها نسبت به وظایف متعهد و وفادارند و تمرکزشان روی به پایان رساندن وظایف است.
آن‌ها برای مهارت در ابزارمورد علاقه‌شان نیازمند انزوا و گوشه نشینی برای تمرین آن ابزارها هستند و نتیجهٔ به دست آمده از آن تمرین‌ها هنرهای زیبا و بی نظیری است که سایر تیپ‌های شخصیتی به سختی قادر به رقابت با آنان هستند.

## عملکردهای شناختی
با استفاده از تفسیر عملکردهای شناختی ISTP به شرح زیر است:
غالب:منطقی درونگرایی(Ti)
این وجه به دنبال دقت و درستی است. متوجه تمایزاتی که ذات چیزی را تعریف و مشخص می‌کنند می‌شود و سپس آنان را بررسی و مرتب می‌کند.Ti تمام جوانب موضوع را می‌آزماید، تلاش و ریسک را کمتر می‌کند تا مشکلی را حل کند. تلاش دارد تا تناقضات ادراکی را ریشه کن کند.ISTPها در دنیای منطقی ای زندگی می‌کنند و می‌توانند در لحظه تصمیم بگیرند. آن‌ها دوست دارند تا سیستم‌های بغرنج را امتحان کنند.
کمکی: حسی برونگرایی(Se)
این وجه بر روی احساسات و تجربه‌های فوری و بدیهی و دنیای فیزیکی تمرکز دارد با نوعی زیرکی و آگاهی از دنیای اطراف کنونی که مربوط به حقایق و جزئیات موضوع پیش روست که می‌تواند موجب عملیاتی خود انگیخته شود. این ویژگی سبب می‌شود که ISTP پذیرای فرصت‌هایی باشند که باعث می‌شوند او تجاربی کسب کند.
درجهٔ سوم: شهودی درونگرایی(Ni)
مجذوب رفتارها و شعارهای نمادین. این وجه پارادوکسی‌هایی نمادین را ترکیب می‌کند تا چیزی را بسازد که قبل از آن غیرقابل تصور بود. این ادراک با یقینی همراه است که می‌خواهد تا تصویری از آینده، راه حل‌ها، سیستم‌های پیچیده و حقایق دنیوی بسازد.ISTPها این وجه را برای تصور اجزاء دید کلی ای که غیرقابل دیدن و ناملموس است استفاده می‌کنند.
درجهٔ آخر: احساسی برونگرایی(Fe)
این وجه روابط اجتماعی و هماهنگ را به‌طور معاشرتی و با ملاحظه می‌طلبد.Fe به خواسته‌های روشن یا التزامی دیگران واکنش نشان می‌دهد و حتی می‌تواند یک تضاد درونی بین نیاز خود فاعل و تمایل برای دانستن نیازهای دیگران به وجود آورد. یکی از نقاط ضعف ISTP این است که ممکن است درجهٔ Fe موجب شود که آنان انتقادهای گرفته شده از افکارشان را اشتباهاً به انتقادهایی از لیاقتشان تفسیر کنند. ISTPها تلاش می‌کنند تا از احکام و قوانین منطقی پیروی کنند و آنان را بفهمند ولی وقتی تحت فشار و استرس اند، عملکرد نامرغوبشان می‌تواند آنان را سرسختانه و به‌طور غیر منطقی ای به افکار و ایده‌های خودشان وفادار کند، که این می‌تواند به ضررشان باشد یا منجر شود که آن‌ها موضوعی را اشتباه درک کنند.

### فانکشن‌های سایه
برای فرد(ISTP) تحت فشار و استرس تفسیر می‌شوند:
- منطقی برونگرایی(Te)

این وجه افکار و محیط را برای اطمینان از کارآمدی و دنبال کردن اهداف، سازماندهی و مرتب می‌کند.Te توضیحاتی منطقی را راجع به افعال، وقایع و نتایج می‌طلبد و به دنبال علت شکست می‌گردد و سعی دارد تا کارها را با نظم و ترتیب خاصی دنبال کند.
- حسی درونگرایی(Si)

این وجه اطلاعات زمان کنونی را جمع‌آوری و آن‌ها را با تجارب گذشته مقایسه می‌کند. روندی که گاهی با احساسات خاطرات آمیخته می‌شود هم چنان‌که شخص منظم آن‌ها را احساس می‌کند، از چیزهای آشنا حمایت می‌کند و (از گذشته) اهداف و انتظاراتی که در آینده رخ می‌دهند را شکل می‌دهد.
- شهودی برونگرایی(Ne)

معانی پنهان را با سوالات «چه می‌شد اگر…» برای چاره جویی و بررسی احتمالات کشف و درک می‌کند. این قوهٔ تخیل باعث می‌شود که تجربه و بینش از موقعیت‌های مختلفی کسب شود و به فرد برای سریع تر عمل کردن کمک کند.
- احساسی درونگرایی(Fi)

اطلاعات را مبنی بر ارزش‌ها و داوری با توجه به شاخص‌ها که معمولاً نا هویدا هستند تجزیه می‌کند.Fi به‌طور مداوم بین ارزش‌های درونی خود مانند صحت و تطبیق توازن برقرار می‌کند و فرق‌های نا محسوس را هماهنگ می‌سازد. این وجه ذاتاً متوجه می‌شود که در یک وضعیت چه چیز درست و چه چیز نادرست است.

## ارتباط با دیگران
ISTPها به طور معمول دوستان کم اما صمیمی دارند. آن‌ها ترجیح می‌دهند که با افرادی وقت بگذرانند که علایق مشترکی دارند یا آزادی لازم را به آن‌ها بدهند تا بتوانند فعالیت‌های مورد علاقه‌شان را دنبال کنند. به کسانی که به آن‌ها اعتماد دارند وفادارند و ترجیح می‌دهند با عمل و حل مشکلات دیگران محبتشان را ابراز کنند. می‌توانند به صراحت انتقاد کنند که این به دلیل توجه ویژه ایست که روی واقعیات دارند و به همین دلیل ممکن است از دید دیگران سرد و سخت و بی رحم به نظر برسد.ISTPها باید بدانند که نباید تنها به دنبال اصلاح اطرافیان باشند.
در برقراری ارتباطات گشوده نیستند و در ابراز احساسات خود با مشکل مواجه‌اند و ممکن است که بهای کافی ای به روابط خود ندهند.

## آیا می‌توانیم تیپ شخصیتی خود را تغییر دهیم؟
آخرین یافته های علمی نشان میدهد که تغییر شخصیت و عملکرد های شناختی امری ممکن است.شخصیت ذاتی ما صرفا تعیین کننده احتمال بروز رفتار ها یا اعمال ما هستند نه خود اعمال و رفتار ها.